# شون ديفيس (لاعب كرة قدم أمريكية)
شون ديفيس (بالإنجليزية: Sean Davis)‏ هو لاعب كرة قدم أمريكية أمريكي، ولد في 1994 في واشنطن العاصمة في الولايات المتحدة.

## وصلات خارجية
- شون ديفيس على موقع مرجع كرة القدم المحترفة.كوم (الإنجليزية)